# Sengwa
Der Sengwa ist ein Fluss in Simbabwe.

## Verlauf

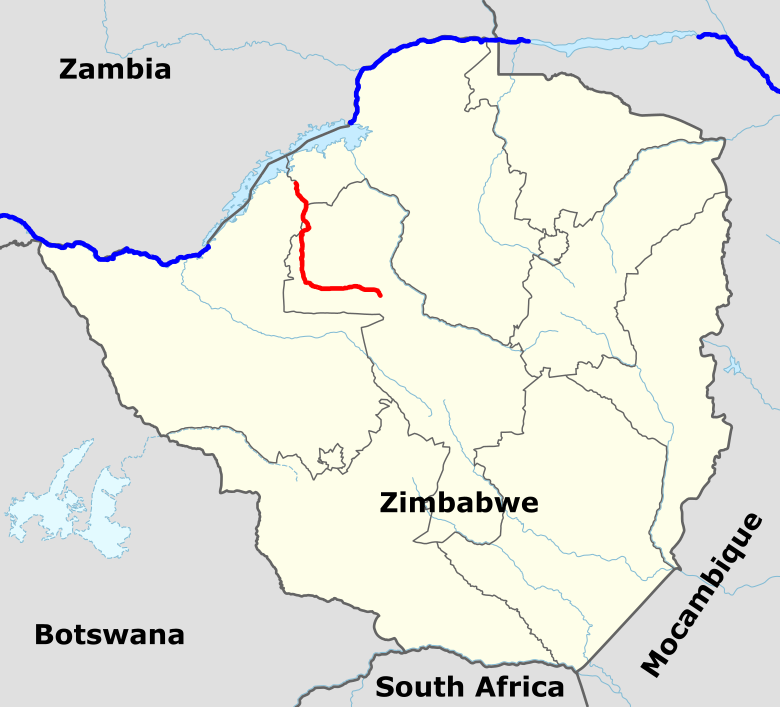
Der Sengwa in rot

Der Fluss entspringt in der Provinz Midlands 30 km südöstlich von Gokwe. Er verläuft nach einem kurzen Stück in nördlicher Richtung, für etwa 80 km geradlinig nach Westen. Dann beschreibt er einen weiten Bogen Richtung Norden und durchfließt danach den Chizarira-Nationalpark. Er fließt weiter in nördlicher Richtung und mündet schließlich zwischen den Orten Siabuwa und Siyakobvu auf der Grenze zwischen der Provinz Mashonaland West und der Provinz Matabeleland North in den Kariba-Stausee.

## Ökologie
Der Oberlauf des Flusses fiel nach Baumaßnahmen im Jahr 2012 vollständig trocken und seine Wasserflora und ~fauna starb ab. Erst nach starken Regenfällen zwischen Dezember 2016 und Februar 2017 wurde er dort wieder zum Wadi.

## Ökonomie
Um den Mittellauf des Flusses liegt das Safarigebiet Chirisa mit 1200 km² Größe. Wie an allen Flüssen, die in der Trockenzeit kein Wasser führen, ist Landwirtschaft erschwert. Somit ist außer Wildtierbewirtschaftung kaum wirtschaftliche Grundlage gegeben. Der Abschuss von Wild war jedoch schon immer ein Herrenrecht, so dass es für Einheimische weder Tradition noch Erfahrung in diesem Wirtschaftszweig gibt. Das gesamte Reservate-Konzept schließt sie zudem aus. Dabei wären die Menschen in den genannten Orten essentiell darauf angewiesen. Wilderei ist die einzige Einnahmequelle, vor allem an den Hängen des Sambesitales.